# Amathinidae
Amathinidae zijn een familie van weekdieren uit de klasse van de Gastropoda (slakken).

## Taxonomie
De volgende geslachten zijn bij de familie ingedeeld:
- Amathina Gray, 1842
- Clathrella Récluz, 1864
  - =  † Amathinoides Sacco, 1896
- Cyclothyca Stearns, 1891
- Iselica Dall, 1918
  - = Isapis H. Adams & A. Adams, 1854
- Leucotina A. Adams, 1860
  - = Adelactaeon Cossmann, 1895
  - = Myonia A. Adams, 1860
- Plicifer H. Adams, 1868